# Xangai (músico)
Eugênio Avelino, popularmente conhecido como Xangai (Itapebi, 20 de março de 1948) é um cantor, compositor e violeiro brasileiro. Nasceu às margens do Córrego do Jundiá, afluente do Rio Jequitinhonha, na zona rural do município de Itapebi, no extremo sul da Bahia.

## Biografia
Filho e neto de sanfoneiro, ainda aos 18 anos fixou-se com os seus pais na cidade de Nanuque, no norte de Minas Gerais. Xangai é descendente direto do sertanista João Gonçalves da Costa, fundador do Arraial da Conquista, atualmente Vitória da Conquista.[carece de fontes?]
Viveu em Vitória da Conquista, na Bahia, onde aos 9 anos de idade conheceu Elomar, que, 10 anos mais velho, tornou-se seu amigo e de quem teve influência musical.
Seu pai era proprietário de uma sorveteria chamada Xangai na cidade de Nanuque, daí se originando o seu apelido e atual nome artístico.[carece de fontes?]
No ano de 1976, gravou o seu primeiro disco, Acontecivento, com as faixas "Asa Branca", "Forró de Surubim" e "Esta Mata Serenou".[carece de fontes?]
Apresenta na Rádio Educadora da Bahia o programa "Brasilerança", através do qual contribui para a divulgação da cultura musical da região nordestina brasileira.[carece de fontes?]
Em 1999 foi convidado a participar do álbum de comemoração de 100 anos do Esporte Clube Vitória, time do seu coração.[carece de fontes?]
Participou com o cantor Waldick Soriano dos últimos shows da carreira deste antigo nome da chamada música brega brasileira, inclusive na cidade natal de Waldick, Caetité, em 26 de maio de 2007.[carece de fontes?]
Em 27 de julho de 2021, foi nomeado pela prefeita de Vitória da Conquista Sheila Lemos, ao cargo de Secretário Municipal de Cultura, Turismo, Esportes e Lazer da cidade. em seu discurso de posse, Xangai promete harmonizar o setor, evitar a política e valorizar as manifestações culturais de Vitória da Conquista, levando-a o mais longe possível: o planeta.

## Novelas
Xangai estreou na TV na telenovela Velho Chico, como o repentista Avelino, a convite de Luiz Fernando Carvalho.

## Discografia
Álbuns de estúdio
- Acontecivento (1976) Epic/CBS LP
- Qué Que Tu Tem Canário (1981) Kuarup LP
- Mutirão da Vida (1984, relançado em 1998) KLP LP
- Xangai canta Cantigas, Incelenças, Puluxias e Tiranas de Elomar (1986) Kuarup LP
- Lua Cheia-Lua Nova (1990) Kuarup LP
- Dos Labutos (1991) Kuarup LP
- Cantoria de Festa (1997) Kuarup CD
- Um Abraço Pra Ti, Pequenina (1998) CD
- Brasilerança (2002) Kuarup Discos CD
- Xangai (2015) CD Independente[carece de fontes?]

Álbuns ao vivo
- Estampas Eucalol (2006) Kuarup CD.

Participações e parcerias
- Parceria Malunga (1980, de Elomar e Arthur Moreira Lima) Discos Marcus Pereira LP
- Cantoria 1 (1984, com Elomar, Geraldo Azevedo e Vital Farias) MKCD LP, CD
- Cantoria 2 (1988, com Elomar, Geraldo Azevedo e Vital Farias) LP, CD
- Aguaraterra (1996, com Renato Teixeira) Kuarup CD
- Nóis é Jeca Mais é Jóia - (2004, com Juraíldes da Cruz) Kuarup CD[carece de fontes?]
- Morena Sol (2003, Intérprete) Um Caminho pro Sol CD

## Carreira como ator
- 2016: Velho Chico - Avelino.[2]